# Queen Anne
Queen Anne – miasto w Stanach Zjednoczonych, w stanie Maryland, w hrabstwie Queen Anne’s.